# Minorité magyare de Serbie
La minorité magyare de Serbie ou les Magyars de Serbie (en hongrois : Szerbiai magyarok; en serbe : Мађари у Србији) désignent la minorité ethnique magyare vivant en Serbie. Celle-ci est essentiellement composée des Magyars de Voïvodine, dont les localités jouxtent la frontière hongroise.
Parmi les Serbes issus de cette minorité, l'une des plus connues est Monica Seles (en hongrois : Szeles Mónika), joueuse de tennis internationale qui, d'après le magazine Heti Világgazdaság, aurait pris la citoyenneté hongroise en 2007. 